# Koxhausen
Koxhausen település Németországban, Rajna-vidék-Pfalz tartományban. Lakosainak száma 97 fő (2023. december 31.).

## Népesség
A település népességének változása:
| Lakosok száma | 135  | 107  | 102  | 94   | 92   | 97   |
|               | 1975 | 2017 | 2019 | 2021 | 2022 | 2023 |